# Radetzky-induló

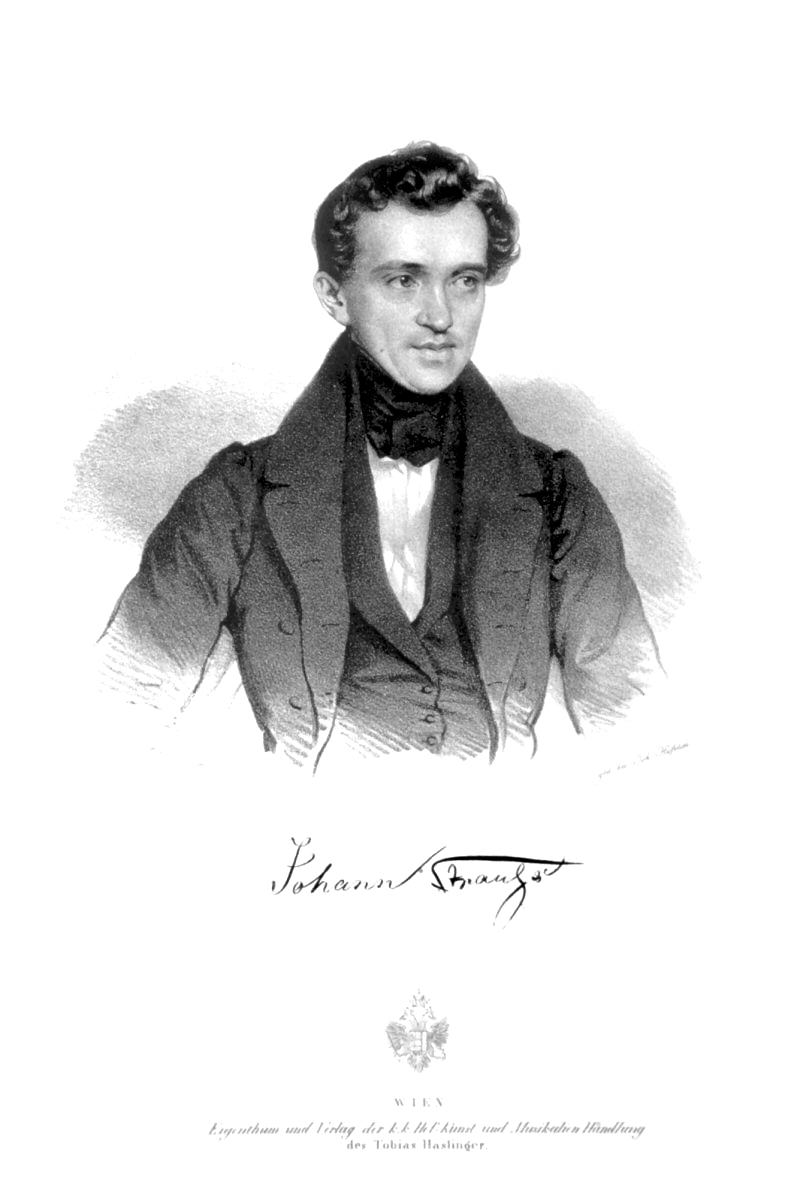
id. Johann Strauss (1804–1849), a zeneszerző

A Radetzky-induló (Radetzky-Marsch) id. Johann Strauss által komponált, Joseph Wenzel Radetzky császári tábornagynak ajánlott induló. Ősbemutatójára 1848. augusztus 31-én került sor a bécsi Wasserglacis parkban. Id. Johann Strauss műveinek jegyzékén az Opus 228. számot kapta. 

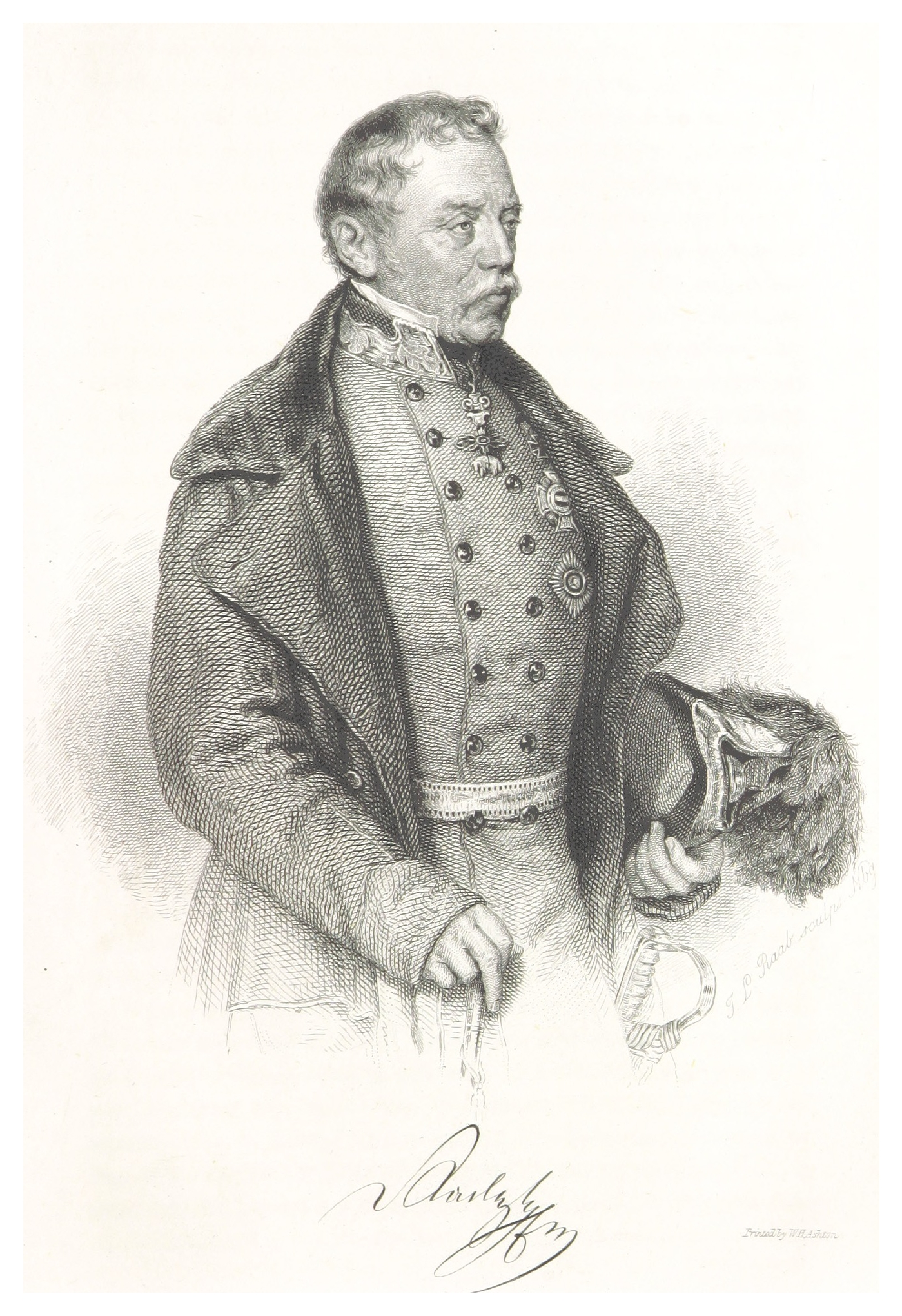
Radetzky tábornagy (1766–1858), az induló névadója, akinek a katonái a Tinerl-Lied-et énekelték a győztes csata után

## A mű keletkezésének története
Az induló (Opus 228) ismert témáját Strauss már felhasználta a „Jubel-Quadrille”-ben, ráadásul a darab eleje hasonlít Joseph Haydn 1794-ben komponált  100. szimfóniájának allegro tételére. Az induló katonai jellege ellenére inkább vidám, mint harcias. A darabot általában három percen belül adják elő.
A trióhoz Strauss egy régi háromnegyedes népdalt használt fel, amelynek címe „Alter Tanz aus Wien” vagy „Tinerl-Lied”. Mikor Radetzky a győztes 1848-as custozzai csatából hazatért Bécsbe, a katonák ezt a népszerű dalocskát énekelték az utcán. Állítólag Strauss meghallotta a katonák énekét, és azt indulóritmusban, de dallamát nem változtatva építette be a Radetzky-indulóba.
Az évente megtartott bécsi újévi koncerteket rendszerint ezzel a darabbal zárják. A közönség hagyományosan tapsával kíséri a refrént, a karmester utasításait követve. Az itt játszott változat nem azonos az eredetivel, mivel ez inkább egy koncertváltozat, gazdagabb hangszereléssel. 2001-ben az eredeti verziót össze lehetett hasonlítani az ismertebb változattal: Nikolaus Harnoncourt karmester az egyszerűbb változattal nyitotta a koncertet, míg zárásul a koncertváltozatot játszották el. 
Egy kivétel volt: 2005-ben, amikor a ráadás a 2004-es indiai-óceáni cunami áldozataira emlékezve elmaradt. 
A Radetzky-indulót a legkülönfélébb kereskedelmi termékek reklámozására használták és használják fel, Magyarországon ismert például a Bonduelle-konzervek reklámjából.
Az Åhléns svéd áruházlánc hagyományosan a Radetzky-indulót játszotta folyamatosan a zárás előtt tíz perccel ezzel figyelmeztetve a vevőket, hogy fejezzék be a vásárlást és fáradjanak a pénztárakhoz. Ez szinte pavlovi reflexet alakított ki svédek generációiban, hogy amikor csak meghallják az indulót, rögtön a kijáratot keresik.
1899 óta a chilei Bernardo O’Higgins Katonai Akadémia hivatalos indulója. A brit, a Királynő 1. sz. dragonyos gárdaezrede (1st The Queen’s Dragoon Guards) is a Radetzky-indulót választotta ezredindulónak.

## Fordítás
- Ez a szócikk részben vagy egészben  a   Radetzky-Marsch című német Wikipédia-szócikk fordításán alapul.  Az eredeti cikk szerkesztőit annak laptörténete sorolja fel. Ez a jelzés csupán a megfogalmazás eredetét és a szerzői jogokat jelzi, nem szolgál a cikkben szereplő információk forrásmegjelöléseként.